# Канда (Ровиго)
Канда је насеље у Италији у округу Ровиго, региону Венето.
Према процени из 2011. у насељу је живело 658 становника. Насеље се налази на надморској висини од 6 м.

## Становништво
| 1951. | 1961. | 1971. | 1981. | 1991. | 2001. | 2011. |
| ----- | ----- | ----- | ----- | ----- | ----- | ----- |
| 2.161 | 1.438 | 1.200 | 1.112 | 1.029 | 936   | 1.007 |